# Bacterias lipofílicas

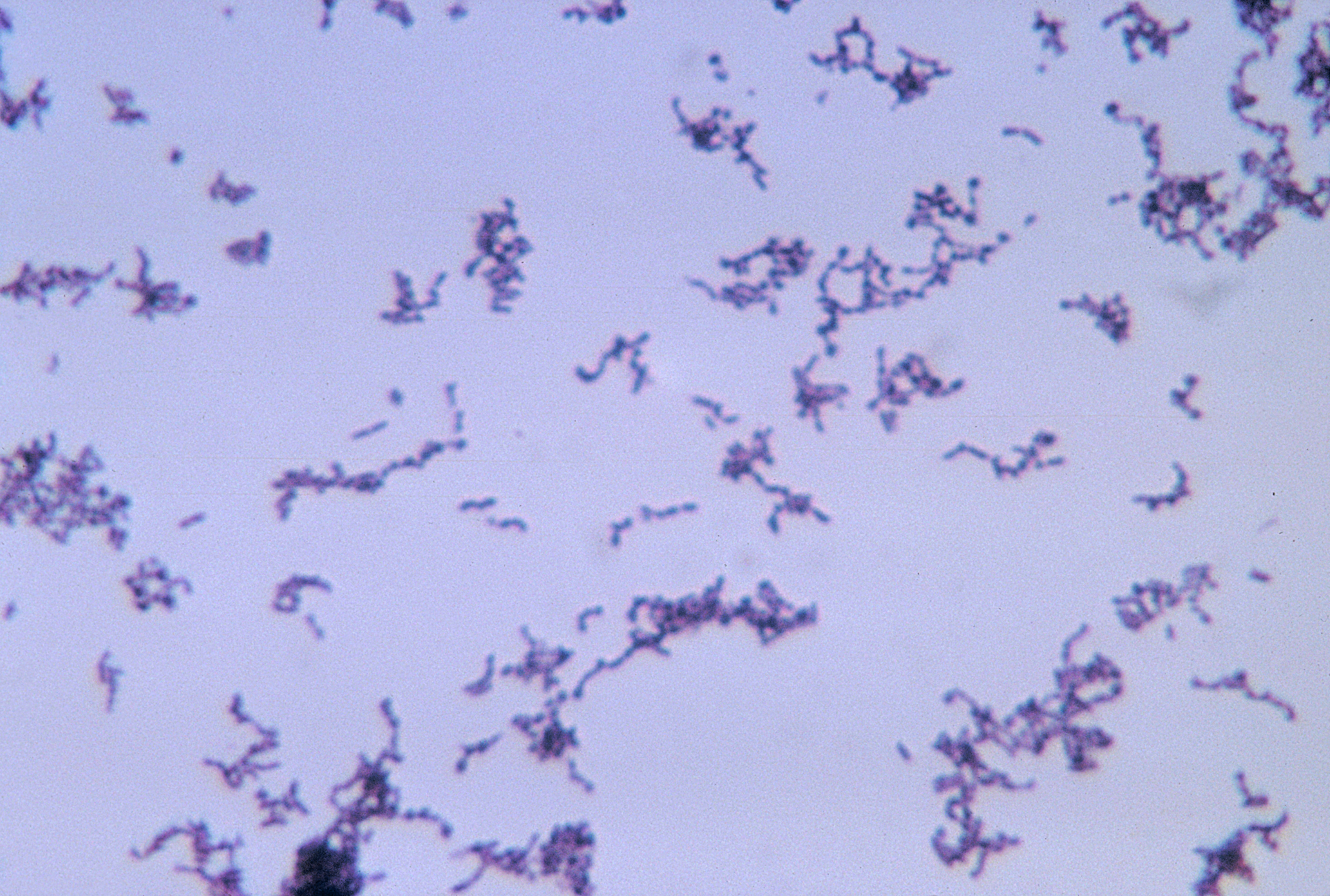
Cutibacterium acnes cultivada en medio de tioglicolato

Las bacterias lipofílicas son bacterias que pueden proliferar en los lípidos .
Hay varias bacterias lipofílicas, entre ellas se encuentra el género Corynebacterium. Cutibacterium acnes es un tipo de bacteria lipofílica, que libera ácidos grasos y empeora los comedones en el acné.
Sin embargo, las bacterias lipofílicas no son patógenas, es decir, no causan intoxicaciones alimentarias ni infecciones.

## Razón evolutiva
En términos de evolución, el lipofilismo puede considerarse como un ajuste fino del metabolismo a los hábitats lipofílicos. Algunas bacterias no sólo aceleran su metabolismo utilizando los lípidos que predominan en su entorno, sino que algunas de ellas no pueden proliferar sin un aporte externo de lípidos. Por ejemplo, algunas bacterias como Corynebacterium uropygiale,  perdieron su capacidad de producir ciertos ácidos grasos por sí mismas. Por un lado, esto hace que las bacterias sean vulnerables a los cambios ambientales. Por otra parte, se puede ahorrar energía ya que no es necesario poner esfuerzo en la síntesis de lípidos.

## Riesgos para la salud
La mayoría de los materiales utilizados en laboratorios y centros de salud tienen pequeñas cantidades de lípidos en su superficie y, por lo tanto, pueden favorecer la proliferación de bacterias lipofílicas.  Sin embargo, como no son patógenos, no suponen una amenaza grave.
Las bacterias lipofílicas también pueden proliferar en los lípidos de la dieta. Sin embargo, en la industria alimentaria moderna esto es muy raro y, en el peor de los casos, solo provocan una decoloración de la grasa.

## Uso comercial
Muchas bacterias lipofílicas son una buena fuente de biosurfactantes, por lo que se utilizan comercialmente; por ejemplo, Bacillus licheniformis. Este tipo de bacterias producen biosurfactantes que reemplazan a los tensoactivos producidos sintéticamente. Los biosurfactantes son biodegradables a diferencia de los sintéticos.